# Irene Eisinger
Irene Eisinger (* 8. Dezember 1903 in Kostel, Österreich-Ungarn; † 8. April 1994 in Weston-super-Mare, Somerset, Großbritannien) war eine österreichisch-britische Opernsängerin (Sopran).

## Leben
Eisinger wurde in einem Dorf in Südmähren geboren. Sie war das jüngste von 6 Kindern des Händlers Jacob/Jakub (* 1859 Kostel, ermordet 1943 Ghetto Theresienstadt) und Emilie Eisinger, geb. Eisinger (* 1864 Kostel). Eisinger studierte bis 1926 Gesang im Stimmfach Sopran an der Akademie für Musik und darstellende Kunst in Wien bei Paula Mark-Neusser. Ihr Debüt hatte sie 1926 am Stadttheater Basel. Vor 1933 war sie an den großen Berliner Bühnen engagiert: sie sang 1928 an der Kroll-Oper, dann an der Staatsoper Unter den Linden unter Otto Klemperers Dirigat. Sie trat auch in Österreich auf, 1930–1931 gastierte sie an der Wiener Staatsoper. Mehrfach trat sie bei den Salzburger Festspielen auf. Sie sang dort 1930–1933 den Cherubino in Figaros Hochzeit, 1931–1933 die Papagena in der Oper Die Zauberflöte und 1933 die Hermione in der Neufassung der Oper Die ägyptische Helena von Richard Strauss. Als Höhepunkte ihrer künstlerischen Laufbahn, welche gleichzeitig ihr Interesse für neue musikalische Formen von Bühnenkunst bekundeten, gelten ihre Mitwirkung in Max Reinhardts Inszenierung der Operette Die Fledermaus von 1930 und in der Kabarett-Oper Rufen Sie Herrn Plim von Mischa Spoliansky 1932. Im gleichen Jahr sang sie die Luise Matthes in Kurt Weills dreiaktiger Oper Die Bürgschaft an der Städtischen Oper Berlin.
Nach einer Stummfilmversion der Operette Die Försterchristl im Jahr 1926 spielte sie zwischen 1930 und 1933 auch in mehreren Tonfilmen mit: Zwei Herzen im Dreivierteltakt, 1930. Rolle: Anni Lohmeier, Soubrette; Die lustigen Weiber von Wien, 1931. Rolle: Leopoldine; Die Försterchristl, 1931. Rolle: Christl Lange, genannt 'Försterchristl' und Eine Johann-Strauß-Fantasie, [Kurzfilm], 1933.
Außerdem machte sie ab 1929 zahlreiche Schallplattenaufnahmen bei der Grammophon, HMV/Electrola, Ultraphon und Orchestrola. Ihr Repertoire reichte dabei von Mozart und Daniel-François-Esprit Auber, C.M. Weber und Albert Lortzing, über Puccini, Lehár und Strauss bis zu Leo Fall, Bruno Granichstaedten, Ralph Benatzky und Robert Stolz. Bekannte Kollegen waren in Duetten ihre Partner: Siegfried Arno, Paul Morgan, Joseph Schmidt, Erik Wirl und Richard Fritz Wolf.
1933 gehörte Irene Eisinger zum Ensemble der Städtischen Oper Berlin. Die Machtergreifung Hitlers und die NS-Rassegesetze, welche ihr als jüdischer Künstlerin eine weitere Berufsausübung „im Reich“ verboten, zwangen sie nun Deutschland zu verlassen. Sie ging zunächst in die Tschechoslowakei. Ab 1934 sang sie am Opernhaus Prag. Über das Deutsche Theater in Prag, wo sie bis 1937 auftreten durfte und über Brünn/Brno ging sie nach Gastspielen in Brüssel und Amsterdam in die Emigration nach England.
In London konnte sie weiter als Sopranistin tätig sein. Von 1934 bis 1939 sang sie bei den Glyndebourne-Festspielen, wo sie am 29. Mai 1934 als Despina in Così fan tutte debütierte. 1935 sang sie dort die Papagena in Die Zauberflöte und Blondchen in Die Entführung aus dem Serail. Charles B. Cochran engagierte sie 1936 für seine Revue Follow the Sun im Adelphi Theatre.
Ab 1937 sang sie an der Covent Garden Opera in London. Dort debütierte sie am 30. Dezember 1937 in der Rolle der Gretel in Engelbert Humperdincks Oper Hänsel und Gretel. Dort sang sie auch wieder die Adele in der Operette Die Fledermaus. Außerdem hatte sie Auftritte beim britischen Rundfunk BBC in Die Fledermaus und Ferruccio Busonis einaktiger Oper Arlecchino.
Als der Beginn des Zweiten Weltkrieges die Schließung von Glyndebourne erzwang, zog sich Irene Eisinger von der Bühne zurück. Ihren letzten Tonfilm, die Komödie Young Man's Fancy drehte sie 1940 im englischen Exil. 1949 sang sie noch einmal die Despina beim Edinburgh Festival.
1932 heiratete Irene Eisinger den Arzt Gerhard (Gert) Schönewald (* 1905 Gießen, † 1981 Harrow/London). Der Ehe entstammten die  Töchter Susanna (* 1944) und Emily-Ruth (* 1946); die Ehe endete in Scheidung.
Irene Eisinger verstarb am 8. April 1994 in Weston-super-Mare, Somerset, Großbritannien. Sie wurde auf dem Ridgeway Jewish Cemetery in Bristol (Block C, Row 6, Plot 2) begraben.

## Tondokumente (Auswahl)
- Wer hat die Liebe uns ins Herz gesenkt, Duett aus der Operette Das Land des Lächelns (Franz Lehár), Irene Eisinger, Sopran, und Joseph Schmidt, Tenor, Mitglieder des Orchesters der Berliner Staatsoper unter der Leitung von Selmar Meyrowitz. Ultraphon E 247 (mx. 30353), aufgenommen in Berlin am 22. Oktober 1929. (Video auf YouTube)
- Potpourri aus der Operette Polnische Wirtschaft (Gilbert & Schönfeld) Teil 1 und 2: Orchester Marek Weber, Solisten Irene Eisinger und Siegfried Arno. Electrola E.H. 312 (mx. CNR 607, CNR 609) - Berlin, Juni 1929
- Auch du wirst mich einmal betrügen, auch du (Stolz, Reisch & Robinson) aus der Tonfilm-Operette Zwei Herzen im Dreivierteltakt. Duett Irene Eisinger und Erik Wirl, mit Orchester des Metropoltheaters Berlin. Dirigent: Clemens Schmalstich. Electrola E.G. 1845 (mx. BLR 6175-II) - Berlin, März 1930. (Video auf YouTube)
- Wo steht denn das geschrieben? Walzerlied aus der Operette Der liebe Augustin (Leo Fall, Text von Bernauer und Welisch) Duett Irene Eisinger und Paul Morgan, mit Orchester. Orchestrola 2032 (mx. 1104)
- Mailied, aus dem Tonfilm Försterchristl (Bruno Granichstaedten, Text v. B. Buchbinder) Irene Eisinger, Sopran, mit Orchester des Metropoltheaters Berlin unter Leitung von Clemens Schmalstich. Electrola E.G. 2209 (mx. 0D 46-II) - aufgen. Berlin, Januar 1931 (Video auf YouTube)
- Echo-Lied, aus dem Tonfilm Försterchristl (Bruno Granichstaedten, Text v. B. Buchbinder)  Irene Eisinger, Sopran, mit Orchester des Metropoltheaters Berlin unter Leitung von Clemens Schmalstich. Electrola E.G. 2209 (mx. 0D 45-I) - aufgen. Berlin, Januar 1931. (Video auf YouTube)
- Das gibt's nur einmal, aus dem UFA-Tonfilm Der Kongreß tanzt  (Werner Richard Heymann, Text: Robert Gilbert). Irene Eisinger mit Studenten- und Kinderchor. UFA-Sinfonieorchester, Dirigent: der Komponist W. R. Heymann. Electrola E.G. 2411 = 2450 (mx. OD 644) - November 1931. (Video auf YouTube)
- Tic-ti Tic-ta (Eine Liebeserklärung) (Gaetano Lama), Duett Irene Eisinger und Richard Fritz Wolff. Grammophon 24 845 (mx. 3314 ½ BH) - 1932. (Video auf YouTube)
- Ich muß wieder einmal in Grinzing sein. Wiener Lied (Benatzky), Irene Eisinger, mit Schrammel-Orchester. Orchestrola 2196 (mx. 1364)
- Così fan tutte (Wolfgang Amadeus Mozart), Partie der Despina. Glyndebourne Festival Opera Company cond. by Fritz Busch. HMV DB 2652 bis DB 2673 - aufgen. Glyndebourne, Juni 1935
- Annen-Polka (Strauss, Text v. Grosz & Martyn) (engl. gesungen) Irene Eisinger, mit Orchester, Dir. Walter Goehr. HMV C 2906 (mx. 2EA 4750) - aufgen. London, April 1937

## Wiederveröffentlichungen
- Irene Eisinger. LP: Discophilia, Bestell.-Nr. KG-E-2 (1976)
- Irene Eisinger. LP: Preiser / Lebendige Vergangenheit, Bestell-Nr. LV 197 (1979)
- Schlesische Sänger von Weltruf: Irene Eisinger, ... [und 9 andere]. 2 CDs: Koch Schwann, Bestell-Nr. 314 058 (1991). Eisinger ist mit 11 Titeln vertreten
- Mischa Spoliansky - Musikalische Stationen zwischen Morphium und Widerstand. 2 CDs: Archiphon / KLEINaberKUNST, Bestell-Nr. KK-003/4 (1998). Eisinger singt die Knopf-Arietta aus der 'ersten Kabarettoper' Rufen Sie Herrm Plim (1932)
- 4 Famous Sopranos of the Past: Lotte Schöne, Fritzi Jokl, Irene Eisinger, Luise Szabo. CD: Preiser Best.-Nr. 89 966 (1998)
- Mozart: Così fan tutte. Glyndebourne Festival Orchestra, Fritz Busch. 2 CDs: Naxos historical, Bestell-Nr. 8.110280-81 (2004). Eisinger singt die Partie der Despina
- Irene Eisinger & Annelies Kupper. CD: Hamburger Archiv für Gesangskunst, Bestell-Nr. 10 364 (um 2005)
- Erinnerungen - Irene Eisinger. Originalaufnahmen aus den Jahren 1929 bis 1937. CD: Vollstädt / Bear Family Records, Bestell-Nr. CDRV 307 (2012)